# Euophrys dhaulagirica
Euophrys dhaulagirica là một loài nhện trong họ Salticidae.
Loài này thuộc chi Euophrys. Euophrys dhaulagirica được Marek Żabka miêu tả năm 1980.